# Appleton-Scheinwerfer

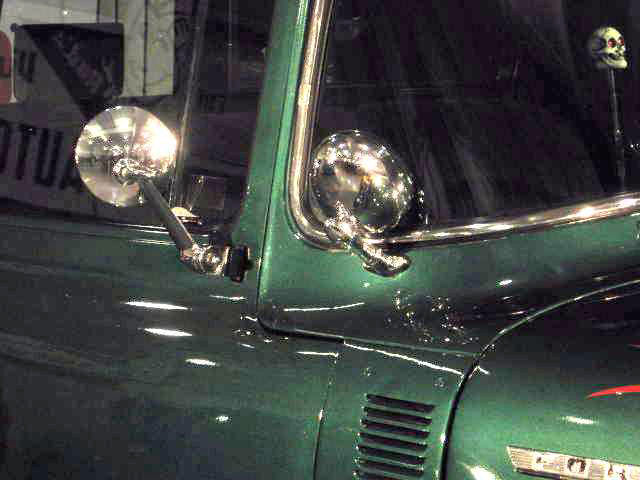
Appleton Zusatz-Scheinwerfer an einem Ford F-100 (1956)

Appleton-Scheinwerfer, oder einfach Appletons, waren Suchscheinwerfer für Automobile, die in Fahrzeugen der 1940er- und 50er-Jahre bis zur Ära der „Muscle Cars“ weit verbreitet waren.

## Beschreibung
Die Scheinwerfer verfügten über einen Griff, der durch die seitliche Fenstersäule des Fahrerhauses (direkt über der Motorhaube) in den Innenraum des Fahrzeugs montiert wurde. So konnte der Insasse die Richtung oder den Fokus des Scheinwerferstrahls mit einer einfachen Drehbewegung verändern. Appleton-Scheinwerfer, die mit einem geprägten Oval um den Markennamen Appleton gekennzeichnet sind, waren häufig bei Fahrzeugen vor 1960 zu finden (vor allem bei Dienstfahrzeugen der Polizei, der Streitkräfte, der Post usw.), wurden aber auch häufig als Zubehör auf dem Automobilmarkt nachgerüstet. In den 1940er und 1950er Jahren wurden sie bei Liebhabern von Sonderanfertigungen so beliebt, dass häufig Scheinwerfer angebracht wurden.

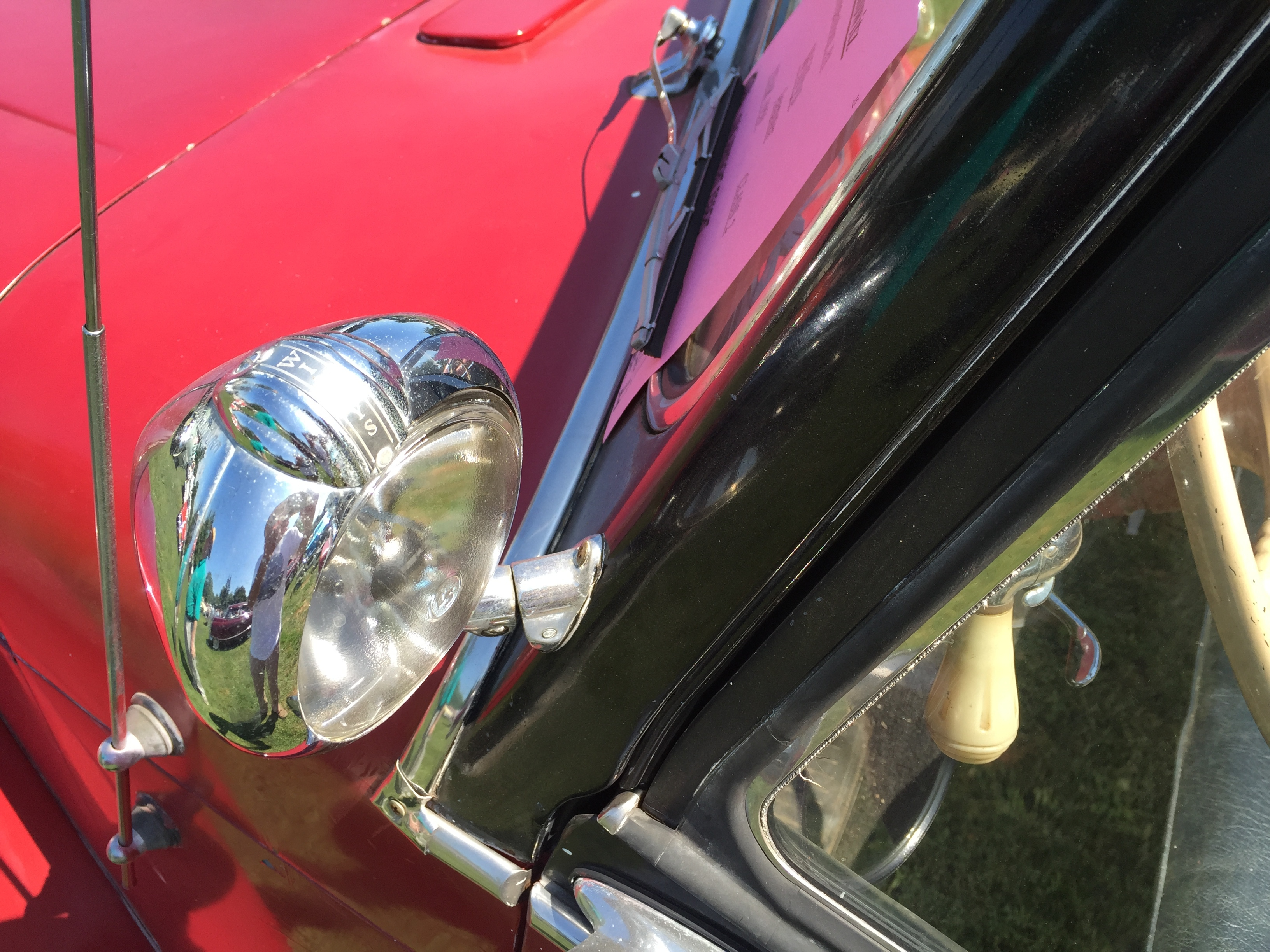
Appleton Zusatz-Scheinwerfer mit Hebel zur Bedienung im Fahrzeuginneren
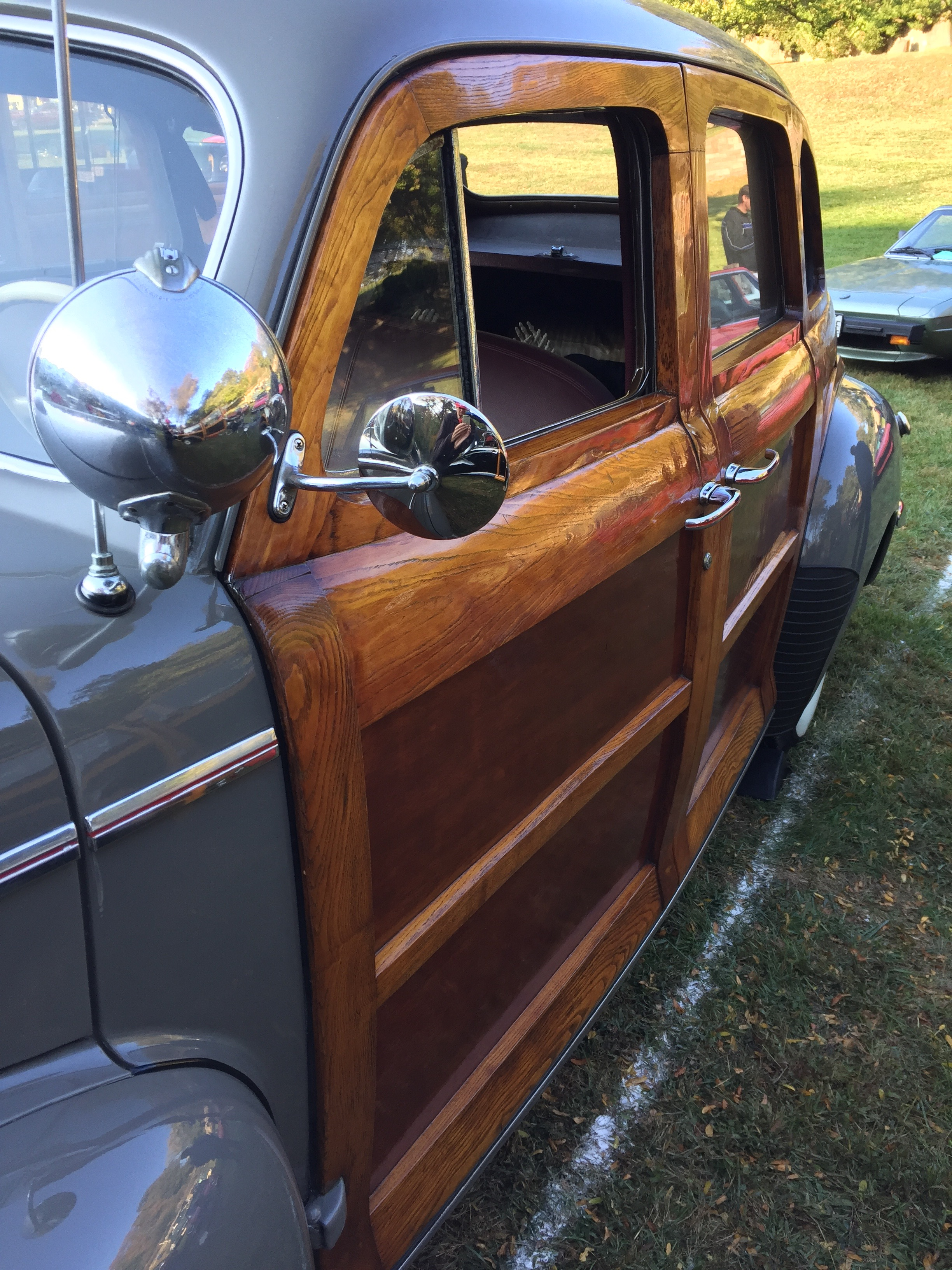
Appleton Zusatz-Scheinwerfer an einem Nash Ambassador (1946)
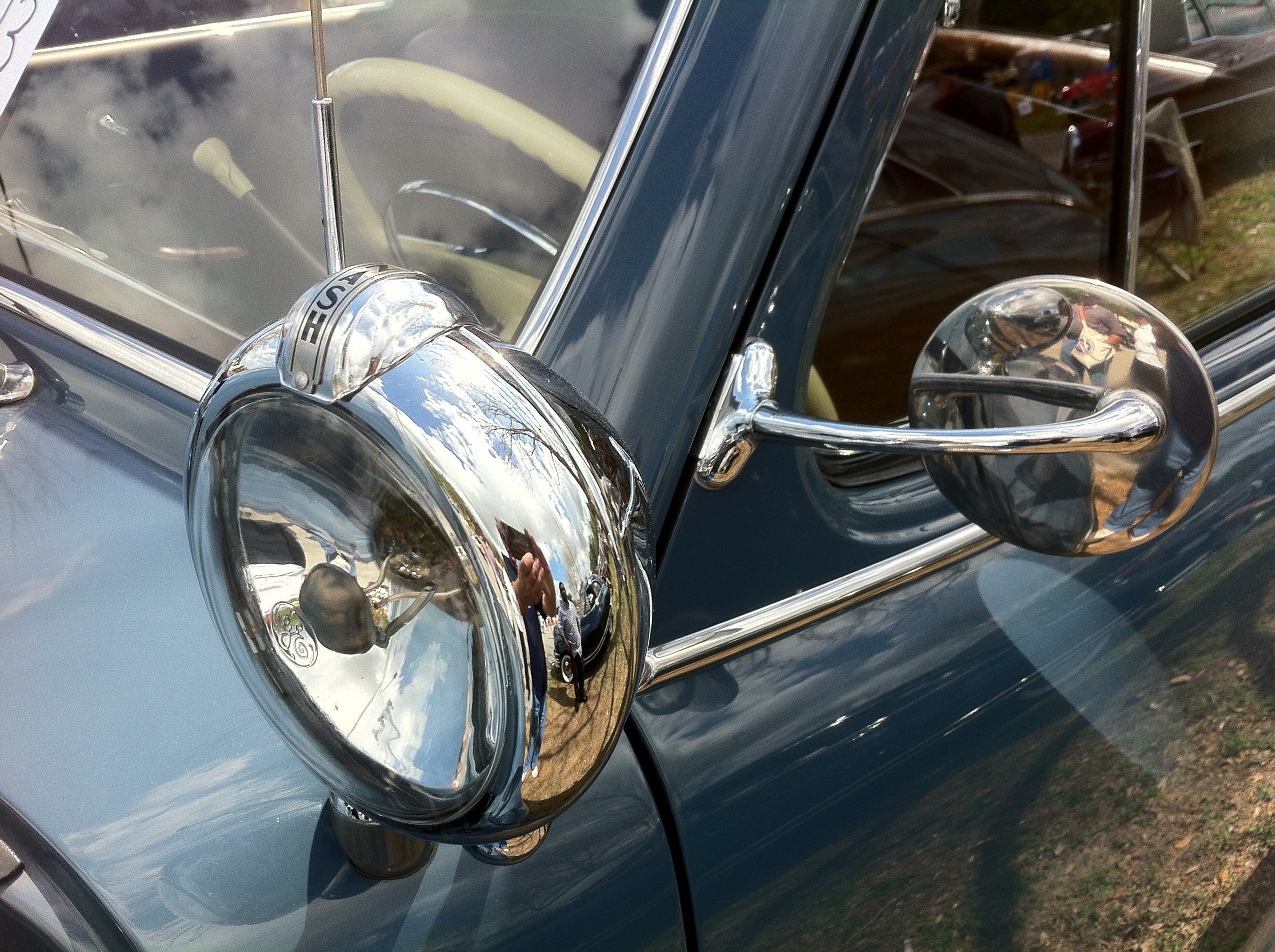
Appleton Zusatz-Scheinwerfer an einem Nash Ambassador (1948)
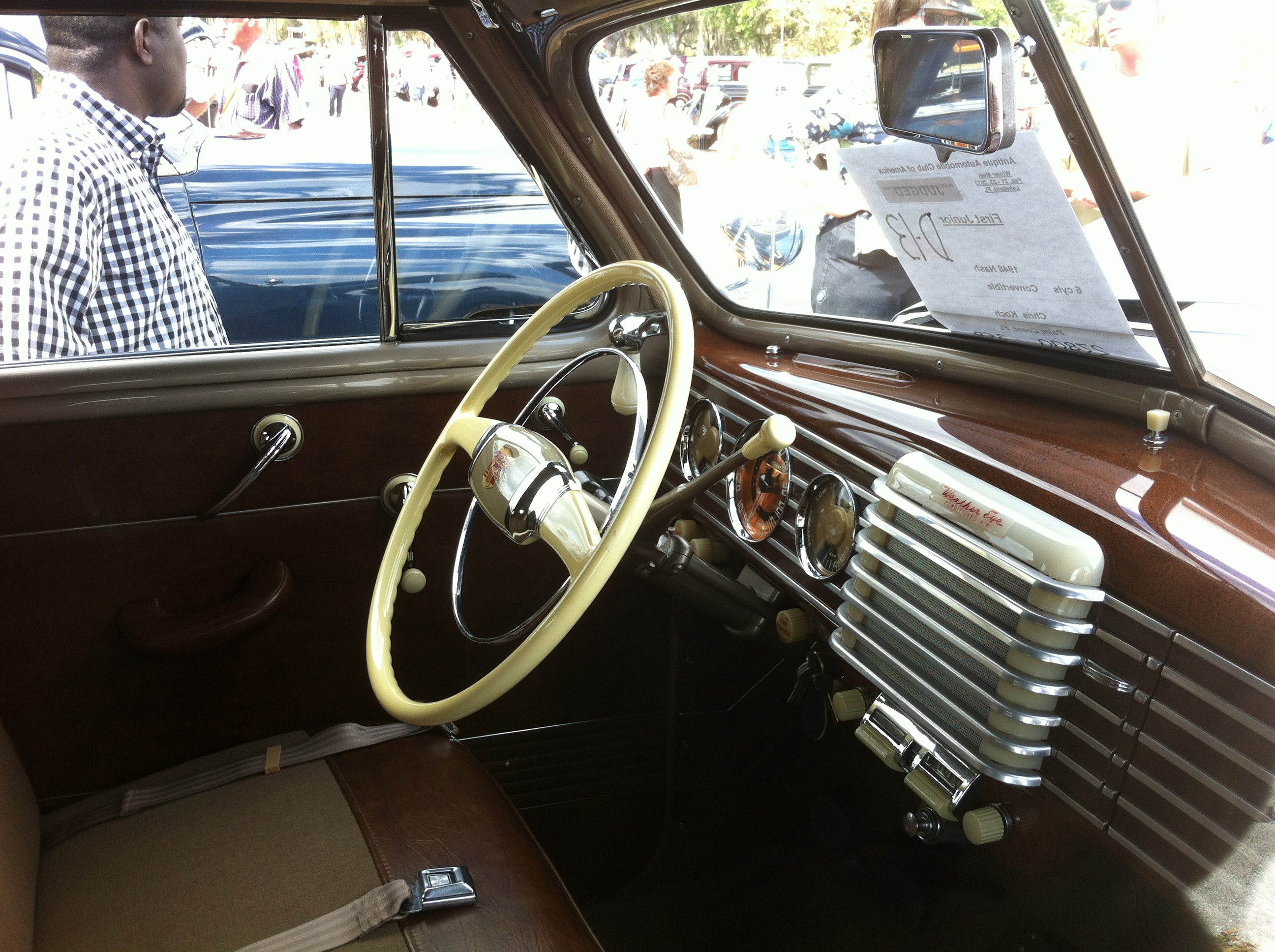
Bedienungsgriff, hinter dem Lenkrad an der Türinnenseite, für Appleton Zusatz-Scheinwerfer in einem Nash Ambassador (1948)

## Patent-Informationen
Appleton Patente für Zusatzscheinwerfer:
- Patent  US2147953: Switch device for spotlights. Angemeldet am 18. Januar 1937, veröffentlicht am 21. Februar 1939, Anmelder: Appleton Electric CO., Erfinder: Nils A. Tornblom.‌
- Patent  US2147953: Rotary snap switch. Angemeldet am 18. Januar 1937, veröffentlicht am 21. Februar 1939, Anmelder: Appleton Electric CO., Erfinder: Arthur Appleton, Norton A. Appleton.‌